# Mate Hraste
Mate Hraste (Brusje na Hvaru, 25. siječnja 1897. – Zagreb, 29. studenoga 1970.), bio je hrvatski jezikoslovac, sveučilišni profesor i akademik HAZU.

## Životopis
Mate Hraste rođen je u Brusju na Hvaru, 1897. godine. Pohađao je gimnaziju u Splitu i Dubrovnik, a na Filozofskom fakultetu u Zagrebu diplomirao je 1923. godine skupinu za hrvatski ili srpski jezik i jugoslavenske književnosti. Posvetio se proučavanju hrvatskih narječja (prvenstveno čakavskog) i povijesti jezika. Godine 1938. u Beogradu postao je doktor jezikoslovlja analizom govora žitelja otoka Brača. Radio je kao srednjoškolski profesor u Srijemskoj Mitrovici, Sisku i Petrinji. Godine 1946. postao je docent na Katedri za hrvatski ili srpski jezik na Filozofskom fakultetu u Zagrebu. Od 1955. godine do umirovljenja 1965. godine redoviti je profesor na toj katedri. Akademik JAZU (danas HAZU) od 1961. godine.

## Djela
Nepotpun popis:
- Osobine govora otoka Šolte, Čiova, Drvenika i susjedne obale, Zagreb, 1947.
- Gramatika hrvatskosrpskoga jezika, (suautori Ivan Brabec, Sreten Živković), Zagreb, 1952.
- Antroponimija i toponimija općine hvarske, Zagreb, 1956.
- Govor otoka Suska, (suautori J. Hamm, P. Guberina), Zagreb, 1956.
- O kraju postanka bugarštica na osnovu analize njihova jezika, Krakow, 1961.
- Čakavisch-Deutsches Lexicon, (suautor Petar Šimunović, redakcija Reinhold Olesch) Köln-Wien (Teil 1 - 1979., Teil 2 - 1981., Teil 1 1983.)
- Rasprave i članci, priredio Josip Lisac, Biblioteka Stoljeća hrvatske književnosti, knj. 107, Matica hrvatska, Zagreb, 2011. (suautor Blaž Jurišić)[1]

## Nagrade
- Godine 1970. dobio je nagradu "Božidar Adžija" za životno djelo.